# Pleasant Hill (contea di Wilkes, Carolina del Nord)
Pleasant Hill è un census-designated place (CDP) degli Stati Uniti d'America, situato nello stato della Carolina del Nord, nella contea di Wilkes.